# 大洋江
大洋江，是位於中国湖南省新化縣的一条河流，汇入资水，属于资水水系。河长90千米，流域面积1285平方千米，多年平均流量37立方米每秒。自然落差1068米。水能理论蕴藏量4万千瓦。